# Jigglypuff
Jigglypuff, conhecido no Japão como Purin (プリン), é uma espécie de Pokémon da franquia Pokémon que pertence a Nintendo e Game Freak. Criada por Ken Sugimori, Jigglypuff fez sua primeira aparição nos jogos eletrônicos Pokémon Red e Blue e, depois, apareceu nas sequências dos jogos que se seguiram. Mais tarde, apareceu em diversas mercadorias, títulos em spin-off e adaptações impressas da franquia. Jigglypuff é dublado por Rachael Lillis em inglês e Mika Kanai em japonês. No musical live action, Pokémon Live!, Jigglypuff é interpretado por Leah Smith.
Conhecido como um Pokémon Balão, Jigglypuff evolui de Igglybuff quando se atinge um determinado ponto de felicidade, e evolui para Wigglytuff quando exposto a uma Pedra da Lua. O seu nome é uma combinação das palavras "jiggly" e "puff". O personagem tem sido destaque em um papel recorrente na série de anime e serviu como foco para várias adaptações impressas da franquia. Desde que apareceu na série Pokémon, Jigglypuff recebeu recepção geralmente positiva. Ele foi apresentado em várias formas de mercadoria, incluindo figurinhas, brinquedos de pelúcia, e o Pokémon Trading Card Game. Pode-se dizer que é o equivalente "feminino" do Pikachu.
A música cantada por Jigglypuff, foi gravada pelo cantor Morta que a incluiu em seu álbum, M-13, com o título "Jygglypuff's Song".

## Aparições

### Nos videogames
Jigglypuff aparece pela primeira vez como uma das 151 espécies de Pokémon no Pokémon Red e Blue. Quando um Jigglypuff é exposto a uma Pedra da Lua, ele evolui para Wigglytuff. Em Pokémon Gold e Silver, foi introduzido um pré-evolução, Igglybuff, que evolui quando pode atingir um certo ponto de felicidade. Mais tarde apareceu em várias sequelas, incluindo Pokémon Ruby e Sapphire, Pokémon FireRed e LeafGreen, Pokémon Diamond e Pearl e Pokémon HeartGold e SoulSilver.
Fora da série principal, Jigglypuff apareceu em Pokémon Pinball, Pokémon Snap, e os jogos das séries Pokémon Mystery Dungeon e Pokémon Ranger. Jigglypuff é um personagem jogável em todos os quatro jogos da série Super Smash Bros. Apesar de não ser a personagem principal da franquia Pokémon, o diretor do jogo Masahiro Sakurai o selecionou para aparecer, devido às suas semelhanças com Kirby, o que permitiu à equipe para reutilizar o modelo e muitas animações como uma base para Jigglypuff.

### No anime
Na série de anime, Jigglypuff é um personagem recorrente que aspira a ser um grande cantor, após a inspiração de Ash e companhia. Infelizmente, a maioria de seus feitos fazem o público dormir antes mesmo dele terminar de cantar. Cantando o Jigglypuff muitas vezes se mostra um problema para os protagonistas da série, pois ele faz com que todos ao redor adormeçam. Ele carrega uma caneta marcadora, que ele usa como um microfone, devido à sua semelhança quando é tampado. Sempre que ele vê alguém dormir ao ele cantar ele se infla de raiva e usa a caneta para rabiscar os rostos do mesmo.
Em sua primeira aparição de Jigglypuff ("A Canção do Jigglypuff"), Misty tentou capturá-lo com a ajuda de seu Staryu, mas desistiu, eles logo perceberam que Jigglypuff estava chateado porque não podia cantar e Brock deu-lhe um pedaço de fruta que acalmou sua garganta e só depois ele consegui cantar. A equipe Rocket aproveitando isso decidiu usar sua canção para fazer uma cidade dormir e eles poderem roubar seus Pokémons, mas mesmo de tapa-ouvidos eles dormiram. Em um episódio diferente, Jigglypuff cantou para dois Pokémons gigantes lutando entre si, mas esses dois Pokémon não adormeceram, então um Jigglypuff gigante surgiu e conseguiu cantar pondo-os para dormir. Em Pokémon Crônicas, Marina tem um Jigglypuff, porém durante sua batalha contra Jimmy é revelado que o Beedrill é incapaz de escutar sua canção devido ao rápido bater de suas asas.

### No mangá
No mangá As Aventuras Elétricas de Pikachu, uma garota chamada Mimi possui um Jigglypuff, que ajuda a defender um rebanho de Clefairy selvagem de Jessie e James da Equipe Rocket. O mangá Magical Pokémon Journey tem um Jigglypuff feminino como um dos principais personagens, parodiando Hello Kitty, e é introduzido para a série em um volume chamado Cooking With Jigglypuff. A Jigglypuff de Magical Pokémon Journey é mimada e rica, e vive em uma mansão com um Wigglytuff e Squirtle, sendo o primeiro a irmã e o último seu mordomo.
No mangá Pokémon Adventures Special, um dos principais personagens, Green, tem um Jigglypuff que é capaz de inchar até várias vezes o seu tamanho. Isso permite Green a flutuar com ele, como um balão de ar quente, bem como bloquear passagens-a estreitas tática fundamental para ajudar a Silver e sua fuga do Masked Man. Ele evolui em um Wigglytuff ao lado de dois outros Pokémons de Green com o poder de suas Pedras da Lua.

## Recepção

Um avião Boeing 747 japonês decorado com desenhos de Pokémon.

Jigglypuff é muitas vezes caracterizado em produtos onde a cena de vários Pokémons são mostrados. Um exemplo disto é no Boeing Pokémon 747. Jigglypuff foi feito em várias formas diferentes de brinquedos de pelúcia, bem como outros artigos. O autor Harry Schlesinger escreveu que Jigglypuff era popular entre as meninas. Jigglypuff provou ser um personagem popular desde a sua introdução se tornando o preferido pelo público feminino em maior parte e um pouco pelo masculino.